# 8617 Fellous
8617 Fellous è un asteroide della fascia principale. Scoperto nel 1980, presenta un'orbita caratterizzata da un semiasse maggiore pari a 2,4223257 au e da un'eccentricità di 0,2139300, inclinata di 4,01454° rispetto all'eclittica.
L'asteroide è dedicato a Jean-Louis Fellous, direttore esecutivo di COSPAR per oltre un decennio.